# 상주 검간 조정 문집목판
상주 검간 조정 문집목판(尙州 黔澗 趙靖 文集木板)은 대한민국 경상북도 상주시 낙동면, 상주 양진당에 있는 목판이다. 한국국학진흥원에 보관되어 있다. 2018년 2월 22일 경상북도의 문화재자료 제656호로 지정되었다.

## 지정 사유
이 목판은 상주 지역에서 큰 공이 있는 검간(黔澗) 조정(趙靖, 1555∼1636)의 문집과 일기의 목판이다. 조정의 5세손인 학경(學經)·관경(觀經) 형제가 유문(遺文)을 모아 1740년(영조 16)에 이광정의 교정을 받아 상주에서 목판으로 간행하였다. 권1에는 시(詩), 부(賦), 권2에는 소(疎), 전(箋), 상(狀), 서(書), 권3에는 잡저(雜著), 논(論), 제문(祭文), 권4에는 연보(年譜)와 부록(附錄)이 수록되었고, 권차없이 진사일록(辰巳日錄)이 편차되어 있다.
조정의 일기로는 임진일기(壬辰日記), 남행록(南行錄), 진사록(辰巳錄), 일기(日記), 서행일기(西行日記), 견문록(聞見錄)의 총 7책이 있으며, 이미 보물(제1003호)로 지정되어 있다. 이들 일기에는 6년간의 사실이 수록되어 있는데 이 가운데 진사일록(辰巳日錄)은 임진왜란 당시 임진년과 계사년의 기록으로 상주 지역에서 의병으로 활동한 행적을 주로 기록한 것이다.
검간선생문집(黔澗先生文集)의 목판은 선조와 인조 연간 임진왜란 중에 활동한 조정의 문집과 일기의 목판(114매)으로서 임진왜란 연구에 중요한 자료이다.

## 같이 보기
- 상주 양진당 - 보물 제1568호

## 참고 문헌
- 상주 검간 조정 문집목판 - 국가유산청 국가유산포털